# 13367 Jiří
(13367) Jiří, denumire internațională (13367) Jiri, este un asteroid din centura principală de asteroizi.

## Descriere
13367 Jiří este un asteroid din centura principală de asteroizi. A fost descoperit pe 18 octombrie 1998 la Stația Anderson Mesa în cadrul programului LONEOS. Asteroidul prezintă o orbită caracterizată de o semiaxă mare de 3,20 ua, o excentricitate de 0,07 și o înclinație de 16,2° în raport cu ecliptica.